# スタディオ・マルカントニオ・ベンテゴディ
スタディオ・マルカントニオ・ベンテゴティ（Stadio Marc'Antonio Bentegodi）は、イタリア・ヴェローナにある競技場。ACキエーヴォ・ヴェローナとエラス・ヴェローナFCがホームスタジアムとして使用している。

## 概要
1963年に開場し、1989年に1990 FIFAワールドカップに向けて改築された。1990 FIFAワールドカップではグループEの3試合が行われた。